# Tomàs Mallol i Deulofeu
Tomàs Mallol i Deulofeu (Sant Pere Pescador, 1 d'agost de 1923 - Girona, 16 de juny de 2013) fou un fotògraf, col·leccionista i promotor i director de cinema català.

## Biografia
Estudià enginyeria tècnica a l'Escola Industrial de Barcelona. Posteriorment muntà un estudi i -després- una agència de publicitat. Tot seguit entrà a treballar de fotògraf; el 1964 creà 'Tomàs Mallol-Fotografia. Arts Gràfiques. Publicitat.' La seva dèria pel cinema li sorgí al final de la dècada del 1920. Al principi dels anys 30 construí un aparell de projectors i anà desenvolupant una destresa pel món de la imatge que el menà cap al col·leccionisme d'aparells audiovisuals i a la realització de films amateurs, a partir de 1956. Acabà rodant una trentena de curts, entre documentals i fantasies amb trets experimentals i arguments senzills. Participà en la creació del Grup de Cine Amateur de l'Agrupació Fotogràfica de Catalunya el 1954. Membre també de la Secció de Cinema Amateur del CEC. El 1968 va ser un dels fundadors de la Unió de Cineastes Amateurs de Barcelona. Al final de la dècada del 1960 va començar a crear al seu domicili la Col·lecció de Cinema Tomàs Mallol, que passà a ser a Girona el Museu del Cinema-Col·lecció Tomàs Mallol. Medalla especial de la UNICA el 1989, soci d'honor de la Societat Catalana de Comunicació (IEC) des del 1995 i de Cinema Rescat des del 1997. Membre d'honor des del 1998 de l'Acadèmia de les Arts i les Ciències Cinematogràfiques d'Espanya; prisma d'honor 1998 de l'Associació Espanyola d'Autors de Fotografia Cinematogràfica (AEC), i premi contribució a la imatge dins els premis Carles Duran 20000 que atorguen pel Col·legi de Directors de Cinema de Catalunya, l'Associació Catalana de Productors Cinematogràfics i Audiovisuals i l'AEC, i el 2001 va rebre el Creu de Sant Jordi. És autor de Si la memòria no em falla (2005) i coautor de La inventiva catalana en la joguina cinematogràfica (1993) i Patrimoni cinematogràfic (1997). El 16 de juny de 2013 morí a l'hospital Josep Trueta de Girona.

## Obres
- El pastor de Can Sopa (1956)
- L'Empordà (1957)
- Hivern (1958)
- Pozos semiartesianos (1959)
- Amanecer (1959)
- Primer dia (1959)
- Il·lusió (1959)
- Diálogo con el taxímetro (1959)
- Patricia (1960)
- Le tour au Lac Leman (1960)
- De Chamonix au ciel (1960)
- La guitarra y el mar (1961)
- 400 golpes (1961)
- Zoo (1962)
- Mástiles (1962)
- Sintesis de primavera (1963)
- Caracol (1963)
- Limpieza pública (1964)
- Fever (1964)
- Tres guitarras (1965)
- Dos moscas (1966)
- Arbres (1966)
- IV Fira del Dibuix i la Pintura (1966)
- Instante (1967)
- Daguerre i jo (1969)
- Sempre (1970)
- Mar calma (1971)
- Poca cosa sabem... (1972)
- Negre i vermell (1973)
- Homenatge (1975)
- Quan sóc perdut en l'ombra (1977)